# Salem Saad
Salem Saad (Dubái, Emiratos Árabes Unidos; 1 de septiembre de 1978 – Dubái, Emiratos Árabes Unidos; 18 de noviembre de 2009) fue un futbolista de los Emiratos Árabes Unidos que jugó en la posición de delantero.

## Carrera

### Club
| Periodo   | Club       |
| --------- | ---------- |
| 1998-2009 | Al-Shabab  |
| 2009      | Al-Nasr SC |

### Selección nacional
Jugó para Emiratos Árabes Unidos en 39 ocasiones de 2004 a 2009 y anotó dos goles; participó en la Copa Asiática 2004 y en los Juegos Asiáticos de 2002.

## Muerte
Saad murió debido a un ataque cardíaco durante un entrenamiento el 18 de noviembre de 2009.

## Logros
- UAE Pro League (1): 2007-08